# سامسونج جالكسي نوت 9
سامسونج جلاكسي نوت 9 هو هاتف ذكي من صناعة الشركة الكورية الجنوبية سامسونج، أُعْلِنَ عنه يوم 18 أغسطس 2018، وَطُرِحَ في السوق يوم 24 أغسطس 2018.

## الخصائص والمميزات

### التصميم
مثل الهواتف السابقة في مجموعة جالكسي نوت، يبرز سامسونج جالكسي نوت 9 بشاشة كبيرة مقارنة بسامسونج جالكسي نوت 8. كما أن مساحة البلاطة أكبر ، حيث تبلغ 6.4 بوصة مقابل 6.3 لسامسونج جالكسي نوت 8 التي تم تسويقه في سبتمبر 2017. ويرجع هذا التقدم إلى استفادة سامسونج من شاشة أمولد (AMOLED) رباعية الوضوح و تقنية إنفينيتي.ويختلف عنه أيضا في مساحة ذاكرة الوصول العشوائي وسعة التخزين. كما بباع هذا الهاتف بإصدارات بمختلف الألوان بحيث نجد نموذجا باللون الأسود ، الرمادي ، البني ، الوردي والأزرق. ويتميز الإصدار الأزرق بقلمه أصفر، على عكس الإصدارات الأخرى حيث يكون  للهاتف الذكي والقلم نفس اللون .

### بطاقة تقنية
نظام التشغيل:أندرويد8.0.1
سعة التخزين: 128جيجابايت أو 512 جيجابايت.
ذاكرة التخزين المؤقت:6 جيجابايت أو 8 جيجابايت في نسخة 512Gb.
ميزة السكان الذكي (بالأنجليزية: Intelligent Scan) تمكن من حماية الهاتف بصورة الوجه حتى إن كان ضوء قليل.
التصوير بقلم س يكفي النقر على زر قلم س لتصوير.
المعالج صممت شركة سامسونج معالج سامسونج جالكسي نوت 9: Exynos 9810 2,4 GHz للسرعة في لعب الألعاب، فتح التطبيقات ...
البطارية بطارية ممتازة بسعة 4000 امبير تتيح لك الصمود النهار بأكمله أو يوم كامل ( ويعود ذلك على حسب الاستخدام الشخصي).

#### محتوى الصندوق
1-قلم S pen اللون حسب لون الجهاز. ما عدا إذا كان لون الجهاز ازرق سوف يكون لون القلم اصفر ليعطي جمالية أكثر.
2- هاتف جالكسي نوت9.
3- كتلوجات وتعليمات خاصه بالهاتف.
4- سماعات خارجية من شركة ( AKG ) وملحقاته.
5-غلاف سيليكون حامي للجهاز.
6- سلك الشاحن.
7- شاحن سريع.
8- كونكتر صغير متعدد الاستخدامات يمكن شبكه بالفأره مثلا أو يد اللعب بلاستيشن.
9- كيس صغير يحتوي على اغراض لتغيير رأس القلم المعتاد لأجهزة النوت خاصةً.